# 市民 (身分)
市民 （しみん、英語: Burgher) は、近世ヨーロッパの中世型都市で成立した、住民（現代の定義における市民）の中で特権を持つ一部の者の身分もしくは称号。市政を握り、その一族は中世ブルジョワジーと呼ばれる社会階層を形成した。市民と訳されるブルジョワは、城壁（ブール）に囲まれた都市に住む住民に由来している。

## 市民階級への加入
市民となる条件は国ごと、都市ごとに異なる。例えばスロバキアでは、ある程度の財産を所有していることを証明することで、市民として認められた。

## 市民の特権
市民に対する犯罪は、都市社会に対する犯罪として受け止められた。 スイスでは、ある市民が暗殺された場合、他の市民が加害者に報復することができた。ネーデルラントでは、市民は原則として労役を免除されており、この特権は後にオランダ領東インドにも拡張された。